# علیرضا افشاری
علیرضا افشاری (متولد ۱۳۵۳) روزنامه‌نگار، تاریخ‌پژوه، فعال مدنی و از منتقدانِ سازمان میراث فرهنگی، مهندس متالورژی و کارشناسِ ارشد تاریخ ایران باستان است. وی بنیادگذارِ شماری از سمن‌های حوزه‌های فرهنگی و میراث فرهنگی و محیط‌زیست و نیز شبکه‌های مرتبط بوده است.

## فعالیتهای میراثی
از سال ۱۳۷۶ با سردبیری مجلهٔ «اخبار و متالورژی و مواد» و سپس مشغول بودن در روزنامه‌های گزارش روز، مناطق آزاد و پیام آزادی تا سرانجام انتشار افراز (نامهٔ درونی انجمن افراز) و همکاری با ماهنامه ایرانمهر و سردبیری شماره‌هایی از ماه‌نامهٔ فردوسی و فصلنامهٔ فروزش و مدیریت ماهنامهٔ متوقف‌شدهٔ درفش و دبیریِ سرویسِ ایران‌شناسی فصل‌نامهٔ «سرزمین من»، دبیر تحریریه بودنِ شماری از مجلات تخصصی و مهندسی، روزنامه‌نگاری با اندیشه‌های ایران‌گرایانه بوده است.
راه‌اندازی «انجمن فرهنگی افراز» که در حوزهٔ تاریخ و فرهنگ در اوایل دههٔ هشتاد آغازگر شماری از حرکت‌های ملی از جمله برپایی جشن‌های ملی، طرح ایران فرهنگی و لزوم تشکیل اتحادیه‌ای منطقه‌ای بر این پایه و نیز دوره‌های بررسی تاریخ و شاهنامه‌خوانی بوده است، مدیریت «پایگاه اطلاع‌رسانی برای نجات یادمان‌های باستانی» که در اعتراض به آبگیری سد سیوند
و نجات پاسارگاد شکل گرفت و سازماندهی نخستین جنبش دفاع از میراث فرهنگی در تاریخ ایران را عهده‌دار بود (کارنامه این حرکت در کتاب «دفاع از تاریخ»، به قلمِ خود وی، ثبت شد)، تا راه‌اندازی و دبیری «انجمن دوستداران میراث فرهنگی افراز» که به‌ویژه آغازگر هماهنگی میان کنشگران ملی در مقابله با برنامه‌های هدف‌مند تجزیه‌طلبانه و نیز هم‌گرایی بر روی مسائل منطقه‌ای بوده است (که نقطهٔ اوج آن هماهنگی برای ارسال نامه‌ای به ستاد انتخاباتی مهدی کروبی بود که موضع‌گیری‌های قابل نقدی در حوزهٔ مسائل اقوام داشت؛ نیز بیانیهٔ دربارهٔ قیام در بحرین که بازتاب گسترده‌ای یافت؛ بیانیه در دفاع از هم‌تباران افغانستانی درونِ ایران؛ و محکوم کردن کشتن انسان‌های بی‌گناه در نوار مرزی ترکیه و عراق) تا دبیر دورهٔ دوم شدنِ «دیده‌بان یادگارهای فرهنگی و طبیعی ایران»، که بر پایهٔ تجربه‌های پایگاه اطلاع‌رسانی ایجاد شد و بیشترین حجم نامه‌نگاری با شخصیت‌های دولتی و حکومتی و نهادها و صدور بیانیه و برپایی همایش را در دفاع از میراث فرهنگی و میراث طبیعی داشته، جزو فعالیتهای او بوده است.
او را بنیادگذار «شبکهٔ سمن‌های میراثی استان تهران» هم می‌شناسند که دبیرکل دو سالِ نخست آن هم بوده است همچنین با ایجاد شبکهٔ «پویش پاسداری از میراث فرهنگی و طبیعی» نخستین تجربهٔ گردِ هم آمدنِ کنشگران مدنی عرصه‌های میراث فرهنگی و محیط‌زیست را در قالبی سیاسی ـ مدنی و به قصد دفاع از نامزدهای مدافع این دو عرصه، در انتخابات پیشین مجلس شورای اسلامی و شوراهای شهر و روستا در سطحی ملی رقم زد که شماری از نمایندگان مجلس شورای اسلامی میثاق‌نامهٔ تهیه‌شدهٔ آن پویش را امضا کردند. از او، که ویراستار شماری کتاب تاریخی است، دو کتاب دیگر، با نام‌های «مردی برای تمام تاریخ» (زندگی‌نامهٔ دکتر محمد مصدق ـ نشر مرسا، ۱۳۷۹) و «آشتی با تاریخ» (پاسخی بر آرای ناصر پورپیرار ـ حوض نقره، ۱۳۸۱)، نیز منتشر شده است. افشاری دبیر اجرایی همایش کورش بزرگ در سال ۱۳۹۵ بود که با فشار وزارت اطلاعات برگزار نشد. افشاری در تیرماه ۱۳۹۸ از پایان‌نامهٔ کارشناسی ارشدش در تاریخ ایران باستان، با عنوان «گسست‌های بینشی ـ جهان‌بینی شاهنشاهان هخامنشی در قیاس با شاهان پیش از خود»»، با راهنمایی میرزامحمد حسنی و داوری استاد رضا شعبانی و با درجهٔ خیلی خوب، دفاع نمود.

## محکومیت
اداره‌کل میراث فرهنگی، صنایع دستی و گردشگری استان آذربایجان غربی و نیز معاونت حقوقی وزارتخانه میراث فرهنگی، صنایع دستی و گردشگری در سیزدهم اسفندماه ۱۳۹۷ به خاطر درج مطلبی در کانال تلگرامی «دیده‌بان میراث فرهنگی ایران» از وی شکایت کرده بودند که دادگاه کیفری ارومیه در بیست‌ونهم تیرماه ۱۳۹۹ ضمن رد کیفرخواست حکم به برائت وی صادر کرد.
سایت خبری عصرایران در یک مقاله ضمن اشاره به خبر محکومیت او افزود:
تأسف اصلی به خاطر سکوت یا حمایت وزارت میراث فرهنگی از شکایت ادارهٔ کل میراث استان آذربایجان غربی است که به رغم حکم دادگاه بدوی که محکوم نکرده بود، یک سال تلاش کردند تا حکم محکومیت کسی را بگیرند که تمام زندگی خود را وقف میراث فرهنگی کرده و کاملاً شناخته شده است. حال آن که میراث فرهنگی را همین آدم‌ها و از سر علاقه حفظ کرده‌اند و در قبال تخریب نمادهای آن در جای جای ایران هشدار می‌دهند نه دستگاه فربه بوروکراسی اداری.